# 다샤르나
다샤르나(산스크리트어: दशार्ण)는 다산강과 베트와강 사이의 말와 동부 지역에 존재했던 고대 인도의 자나파다(영토)이다. 자나파다의 이름은 다산 강의 고대 이름에서 유래되었다. 주나가르 바위 비문에서 루드라다만 1세는 이 지역을 아카라로 불렀다. 칼리다사는 메가두타(푸르바메가, 24-25)에서 비디샤를 다샤르나의 수도로 언급했다. 이 자나파다의 다른 중요한 도시로는 에라키나와 에리카차가 있다. 마하바라타에 따르면 체디 왕국의 비라바후 왕 또는 수바후 왕의 여왕과 비다르바 왕의 비마 왕(다마얀티의 어머니)의 여왕은 다샤르나 왕의 딸이었다.

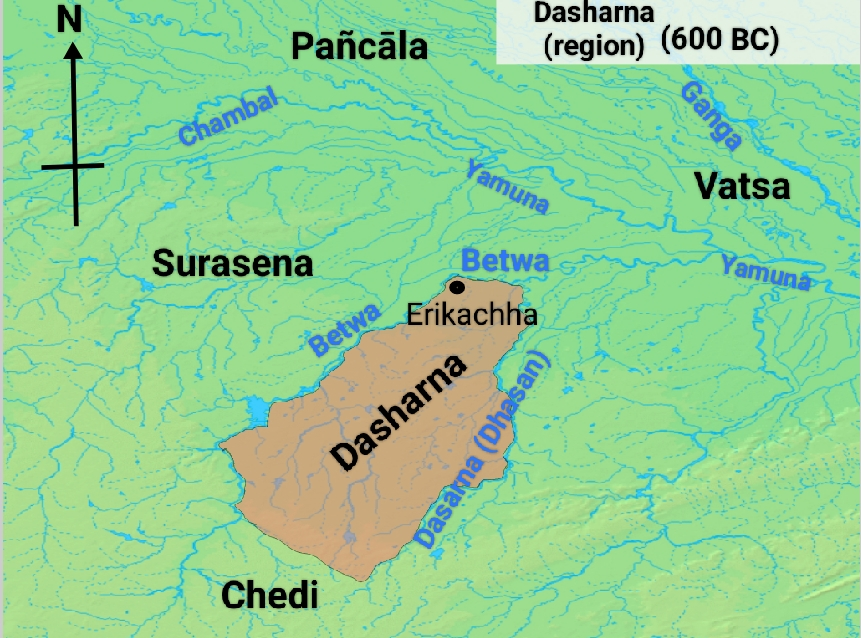
기원전 6세기 다샤르나의 강역.

## 다샤르나의 아샤다미트라 왕
탱크 발굴을 기념하는 에리히의 벽돌 비문은 다샤르나의 왕 아샤다미트라와 그의 조상들에 대해 알려준다. 이 비문에서 자신을 세나파티로 칭한 아샤다미트라는 세나파티 아디타미트라의 손자이자 세나파티 샤타니카의 증손자인 세나파티 물라미트라(다샤르나 왕이기도 함)의 아들로 명명되어 있다. 최근 자신을 아마티야이자 다샤르나의 왕으로 묘사한 아샤다미트라의 동전이 발견되었다.

## 참고 문헌
- Acharya Chandrashekhar Shastri: Puranon ki anmol kahaniyan ,ISBN 81-902258-6-3